# 王道增
王道增（1553年—1602年），字益甫，號嵩淮，河南颍川衛官籍，直隸颍州人，明朝政治人物。

## 生平
萬曆七年（1579年）舉己卯科河南鄉試第二名，萬曆八年（1580年）聯捷庚辰科會試第一百四十三名，登三甲第二十六名進士。吏部觀政，本年授西安府推官，丁憂归乡。十三年复除青州府推官，充本省乡试同考官。十五年行取，十六年三月考选，授山西道御史，差巡盐两浙，十八年二月升湖广佥事，二十一年四月升陕西左参议，以宁夏套虏斩首功，升本省副使，二十六年七月加按察使，二十七年调宁夏兵备，本年三月调河西兵粮道，九月升四川右布政使，二十八年七月以贡扇柄粗糙不合原式，降为福建参政，二十九年调山东参政，三十年闰二月论二十七年宁夏二次捷功，起复原职，同年卒。

## 家族
曾祖王賓；祖父王銳；父王澍。母楊氏。